# Poa leibergii
Poa leibergii là một loài cỏ trong họ hòa thảo, thuộc chi poa.